# A Moça do Calendário
A Moça do Calendário é um filme brasileiro de 2018, do gênero drama, dirigido por Helena Ignez. Também é escrito por Helena, com a colaboração de Rogério Sganzerla. Conta com Djin Sganzerla e André Guerreiro Lopes como protagonistas.

## Sinopse
Inácio (André Guerreiro Lopes) é um homem de 40 anos que se sustenta fazendo pequenos trabalhos, sem emprego fixos. Ele trabalha como dublê de dançarino nas noites e mecânico de carros durante o dia. Em suas horas vagas, ele concentra seus pensamentos em um amor platônico pela modelo (Djin Sganzerla) que estampa o calendário da oficina.

## Elenco
- André Guerreiro Lopes ... Inácio
- Djin Sganzerla ... Lara, a moça do calendário
- Naruna Costa
- Mário Bortolotto
- Claudinei Brandão
- Eduardo Chagas
- Zuzu Leiva
- Bárbara Vida
- Helena Ignez ... narradora

## Recepção

### Crítica dos especialistas
A Moça do Calendário dividiu opiniões entre os críticos de cinema. No site AdoroCinema, possui uma média de 3,9 de 5 estrelas com base em resenhas da imprensa brasileira.
Filippo Pitanga, do site Almanaque Virtual, escreveu: "O filme é uma verdadeira aula magna de Helena Ignez, Djin Sganzerla e André Guerreiro sobre a câmera-corpo na direção de fotografia de filmes feitos por cineastas-atores, que incluem a presença de quem opera a câmera no laboratório de atuação junto com o elenco."
Luiz Zanin Oricchio, do jornal O Estado de S.Paulo, disse: "Há filmes que falam da liberdade, sem exercê-la. Outros, muitíssimo difíceis de ser encontrados, são libertários em sua essência. "A Moça do Calendário" é dessa segunda família."
Inácio Araújo, em sua crítica ao jornal Folha de S.Paulo, disse: "Helena não tem nada de marginal e seu "A Moça do Calendário" muito menos. É, sim, o filme em que mais demonstra estar à vontade ao trabalhar num registro narrativo a um tempo incisivo e distendido. Filme de autora."
Já Susana Schild, do jornal O Globo, disse: "Entre cores e preto e branco, entre campo e cidade, soltam-se frases feitas e ideias que compõem este assumido manifesto utópico-libertário sobre política, repressão, arte, e muitos outros temas não resolvidos que teimam em não perder a atualidade."
E, Carlos Alberto Mattos, do site Caramattos, criticou o filme escrevendo: "O grande desafio de "A Moça do Calendário" é separar a liberdade narrativa do mero acúmulo de ideias e alusões. O filme se aventura numa fronteira tênue entre a invenção e o caos, a ambição intelectual e o diletantismo."